# Пенжинская губа
Пе́нжинская губа́ — северо-восточная часть залива Шелихова в Охотском море.
Вдается в северо-восточную часть залива Шелихова между мысом Тайгонос и мысом Божедомова. В Пенжинскую губу впадает река Пенжина.
Длина — 306 км, средняя ширина — 63 км, глубины до 62 м.
Высота приливов в Пенжинской губе достигает 12,9 м, что является наивысшим для всего Тихого океана показателем. Сильные приливные колебания и течения не дают образоваться сплошному льду в акватории залива.
Со времён СССР существовали планы строительства Пенжинской ПЭС мощностью 87 ГВт, которая в случае реализации станет крупнейшей в России и мире.

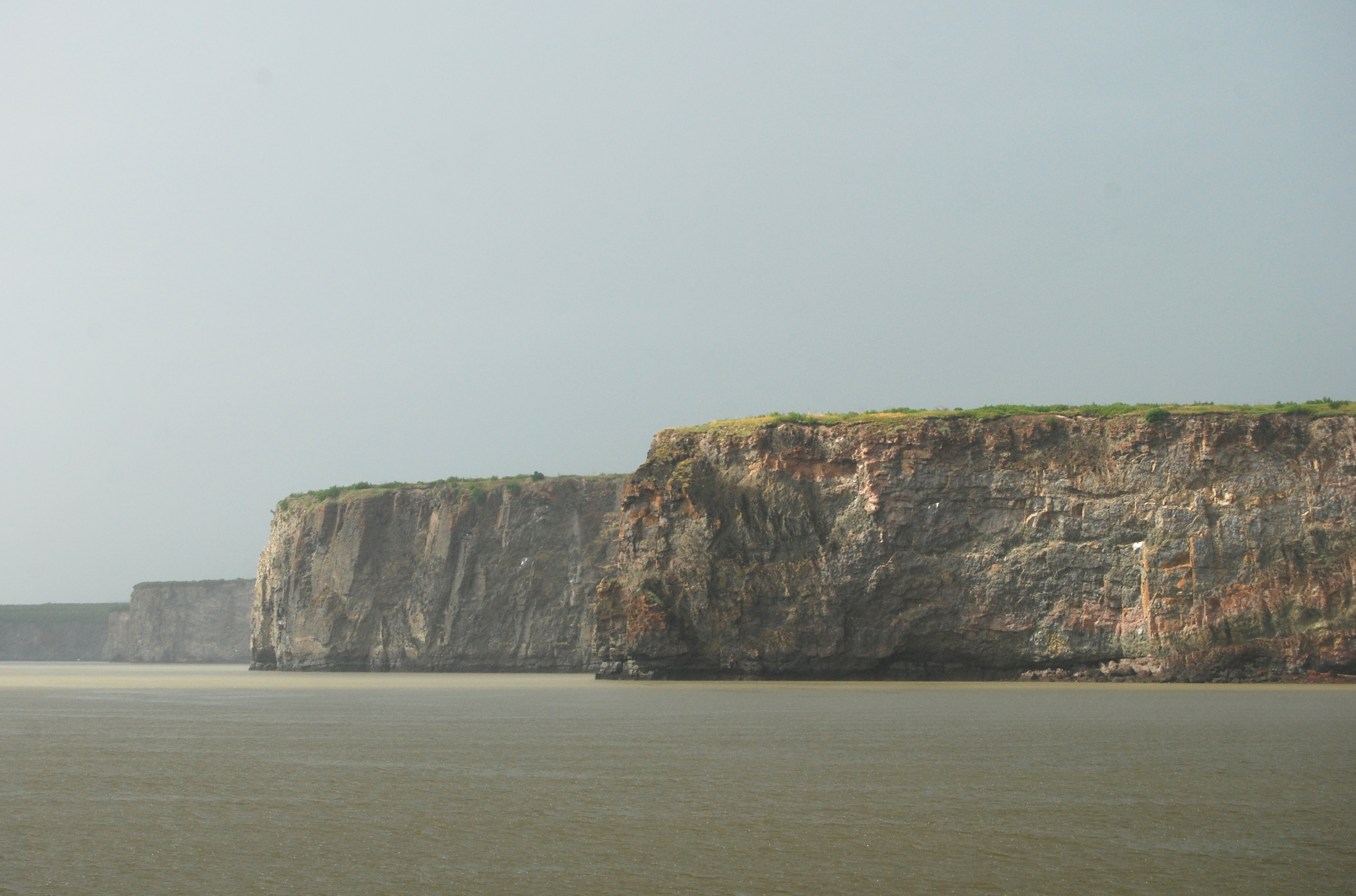
Берега Пенжинской губы